# Association pour l'emploi des cadres
 (septembre 2022).
Si vous disposez d'ouvrages ou d'articles de référence ou si vous connaissez des sites web de qualité traitant du thème abordé ici, merci de compléter l'article en donnant les références utiles à sa vérifiabilité et en les liant à la section « Notes et références ».
Pour les articles homonymes, voir APEC.
L'Association pour l'emploi des cadres, abrégée en Apec, est une association française, privée et paritaire, financée par les cotisations des cadres et des entreprises du secteur privé, dont l'objectif est le service et le conseil aux entreprises et aux cadres, sur les sujets touchant à l'emploi, ainsi qu'aux jeunes diplômés de l'enseignement supérieur.

## Histoire et dates clés
En 1966, la CGC propose de créer au niveau national, une institution de placement paritaire et dotée de moyens importants. Elle transmet au CNPF (ancien Medef) un projet qui est validé, soumis aux autres organisations syndicales telles que la FFSIC-CFDT le 14 novembre et adopté le 18 novembre,.
En 1977, l'APEC met en place un service Jeunes Diplômés.
En 2010, l'APEC arrête la co-traitance de Pôle emploi.
Cette même année, un rapport de l'Inspection générale des affaires sociales épingle la gestion de l'APEC.
En 2011, est signé un accord national interprofessionnel sur l'APEC dont les dispositions sont expressément maintenues par un nouvel ANI en 2020,.
En 2012 est signé un mandat de service public, renouvelé en 2016 puis en 2021.
En 2022, un nouveau rapport de l'IGAS est publié,,.

## Missions
L'Apec a été créée pour améliorer le fonctionnement du marché de l'emploi des cadres.
L’Apec, association paritaire, accompagne et conseille les cadres tout au long de leur parcours professionnel ainsi que les jeunes diplômés de l’enseignement supérieur. Aux entreprises, l’Apec propose des services pour optimiser leurs recrutements et la gestion de leurs compétences internes.

## Organisation et gestion de l'Apec
Le conseil d'administration est composé à parité de membres du Medef, de la CPME et de l'U2P et des cinq centrales syndicales représentant les cadres salariés du secteur privé : CFE-CGC, CFDT Cadres, FO-Cadres, UGICA-CFTC et UGICT-CGT. Le conseil d'administration fixe les orientations politiques nécessaires au fonctionnement de l'Apec.
Le Bureau est composé de dix personnes nommées parmi les membres du conseil d'administration, quatre pour le Medef, un pour le CPME, et un pour chacun des cinq syndicat de salarié. Le bureau assure la mise en œuvre des orientations fixées par le conseil d'administration.
La présidence de l'Apec est assurée alternativement, tous les deux ans, par un membre du collège patronal et par un membre du collège syndical.  
Liste des présidents: 
Depuis le 6 décembre 2023, Pierre Damiani (CFE-CGC) 
- Marie-Laure Collet (Medef) 2021-2023

- Christine Lê (CFE-CGC) 2019-2021
- Patrick Caré (Medef) 2017-2019
- Marie-Françoise Leflon (CFE-CGC) 2015-2017
- Jean-Claude Guery (Medef) 2013-2015
- Marie-Françoise Leflon (CFE-CGC) 2011-2013
- Catherine Martin (Medef) 2010-2011
- Éric Verhaeghe (Medef) 2009-2010 (démission)
- Gabriel Artero (CFE-CGC) 2007-2009

## Services de l'Apec

### Site internet
Le site www.apec.fr a été lancé en 1998. Il s'agit d'un site d'emplois spécialisé dans l'emploi des cadres en France. Il propose un accès pour les recruteurs et un pour les candidats. 
Contrairement à la plupart des jobboards, l'ensemble des services de diffusion d'offres d'emploi est gratuit pour les recruteurs du secteur privé dans la mesure où toutes les entreprises du secteur privé qui emploient des cadres versent une cotisation à l’Apec. Le service reste payant pour les entreprises étrangères et pour le secteur public.

### Presse
L'Apec a également édité la revue mensuelle Courrier cadres de 1977 à 2010. Elle a ensuite cédé cette activité au groupe Touati en mai 2010, après avoir subi des pertes importantes (près de 3 millions d'euros par an).